# Кеноша (округ, Вісконсин)
Шаблон:StateAbbr_ 42°34′22″ пн. ш. 87°50′23″ зх. д. / 42.5728° пн. ш. 87.83981° зх. д.
 Кеноша (англ. Kenosha County) — округ (графство) у штаті Вісконсин. Ідентифікатор округу 55059.

## Історія
Округ утворений 1850 року.

## Демографія
За даними перепису 
2000 року 
загальне населення округу становило 149577 осіб, зокрема міського населення було 132556, а сільського — 17021.
Серед них чоловіків — 74149, а жінок — 75428. В окрузі було 56057 домогосподарств, 38451 родин, які мешкали в 59989 будинках.
Середній розмір родини становив 3,13.
Віковий розподіл населення поданий у таблиці:
| Стать    | До 15 років | 15-21 | 22-29 | 30-39 | 40-49 | 50-65 | 65-85 | Понад 85 |
| -------- | ----------- | ----- | ----- | ----- | ----- | ----- | ----- | -------- |
| Чоловіки | 17547       | 7795  | 7674  | 12337 | 11774 | 10146 | 6266  | 610      |
| Жінки    | 16286       | 7499  | 7453  | 12096 | 11518 | 10283 | 8734  | 1559     |

## Суміжні округи
- Расін — північ
- Аллеган, Мічиган — схід
- Лейк, Іллінойс — південний схід
- Макгенрі, Іллінойс — південний захід
- Волворт — захід

## Виноски
1. ↑  U.S. Decennial Census. United States Census Bureau. Архів оригіналу за 26 квітня 2015. Процитовано 5 серпня 2015.
2. ↑  Historical Census Browser. University of Virginia Library. Архів оригіналу за 11 серпня 2012. Процитовано 5 серпня 2015.
3. ↑  Forstall, Richard L., ред. (27 березня 1995). Population of Counties by Decennial Census: 1900 to 1990. United States Census Bureau. Архів оригіналу за 18 липня 2015. Процитовано 5 серпня 2015.
4. ↑  Census 2000 PHC-T-4. Ranking Tables for Counties: 1990 and 2000 (PDF). United States Census Bureau. 2 квітня 2001. Архів (PDF) оригіналу за 18 грудня 2014. Процитовано 5 серпня 2015.
5. ↑  State & County QuickFacts. United States Census Bureau. Архів оригіналу за 17 липня 2011. Процитовано 21 січня 2014.
6. ↑  American FactFinder. Бюро перепису населення США. Архів оригіналу за 29 липня 2011. Процитовано 31 січня 2008.

| США | Це незавершена стаття з географії США. Ви можете допомогти проєкту, виправивши або дописавши її. |